# Villerville
Villerville – miejscowość i gmina we Francji, w regionie Normandia, w departamencie Calvados.
Według danych na rok 1990 gminę zamieszkiwało 686 osób, a gęstość zaludnienia wynosiła 208 osób/km² (wśród 1815 gmin Dolnej Normandii Villerville plasuje się na 329. miejscu pod względem liczby ludności, natomiast pod względem powierzchni na miejscu 1019.).

## Populacja

Populacja Villerville w latach 1962-2008